# Coffea kihansiensis
Coffea kihansiensis är en måreväxtart som beskrevs av Aaron Paul Davis och Mvungi. Coffea kihansiensis ingår i släktet Coffea och familjen måreväxter. Inga underarter finns listade i Catalogue of Life.